# Coleophora lacunicolella
Coleophora lacunicolella é uma espécie de mariposa do gênero Coleophora pertencente à família Coleophoridae.